# Le Dernier Pénitencier
Pour plus de détails, voir Fiche technique et Distribution.
Le Dernier Pénitencier (Terminal Island) est un film américain réalisé par Stephanie Rothman, sorti en 1973.

## Synopsis
À la suite de l'abolition de la peine de mort, les criminels sont envoyés sur Terminal Island pour faire leur peine. Carmen, qui vient d'y arriver, découvre que deux groupes s'affrontent.

## Fiche technique
- Titre original : Terminal Island
- Titre français : Le Dernier Pénitencier
- Réalisation : Stephanie Rothman
- Scénario : James Barnett, Charles S. Swartz et Stephanie Rothman
- Direction artistique : Jack Fisk
- Photographie : Daniel Lacambre
- Montage : Jere Huggins et John A. O'Connor
- Musique : Michael Andres
- Pays d'origine : États-Unis
- Format : Couleurs - 35 mm - 1,85:1 - Mono
- Genre : action, drame, thriller
- Durée : 88 minutes
- Dates de sortie :
  - États-Unis : 22 juin 1973
  - France : 3 février 1976

## Distribution
- Don Marshall : A.J. Thomas
- Phyllis Davis : Joy Lang
- Ena Hartman : Carmen Simms
- Marta Kristen : Lee Phillips
- Barbara Leigh : Bunny Campbell
- Randy Boone : Easy
- Sean Kenney : Bobby
- Tom Selleck : docteur Norman Milford
- Roger E. Mosley : Monk
- Geoffrey Deuel : Chino